# Epopterus flavonotatus
Epopterus flavonotatus es una especie de coleóptero de la familia Endomychidae.

## Distribución geográfica
Habita en la Guayana francesa en (América).